# دختران قوچان (تصنیف)
«دختران قوچان» تصنیفی است از علی‌اکبر دهخدا با ترجیع «ای خدا کسی فکر ما نیست» که به ماجرای فروش دختران قوچان اشاره دارد. دهخدا این تصنیف را اولین بار در روز آغاز کار «کمیسیون رسیدگی به ماجرای فروش دختران قوچان و اسارت زنان باشقانلو» (۸ جمادی‌الاول ۱۳۲۵) در ستون چرند پرند در روزنامهٔ صور اسرافیل منتشر کرد. افسانه نجم‌آبادی برخی عناوین بخش دوم کتابش با عنوان حکایت دختران قوچان را از این تصنیف برگرفته‌است.
این تصنیف از زبان دختران قوچان بر وزن تصنیف «ای خدا لیلی یار ما نیست» بیان می‌شود و آن را از نخستین «اشعار وطنی» در دورهٔ مشروطیت دانسته‌اند.

بزرگان جملگی مست غرورند

خدا کسی فکر ما نیست

ز انصاف و مروت سخت دورند

خدا کسی فکر ما نیست

رعیت بی‌سواد و گُنگ و کورند

خدا کسی فکر ما نیست

هفده و هجده و نوزده و بیست

ای خدا کسی به فکر ما نیست

فلک دیدی به ما آخر چه‌ها کرد

خدا کسی فکر ما نیست

ز خویش و اقربا ما را جدا کرد

خدا کسی فکر ما نیست

جفا بیند که با ما این جفا کرد

خدا کسی فکر ما نیست

هفده و هجده و نوزده و بیست

ای خدا کسی به فکر ما نیست

گر از کوی وطن مهجور ماندیم

خدا کسی فکر ما نیست

وگر از هجر او رنجور ماندیم

خدا کسی فکر ما نیست

نپنداری ز عشقش دور ماندیم 

خدا کسی فکر ما نیست

هفده و هجده و نوزده و بیست

ای خدا کسی به فکر ما نیست

نفس در سینه ساکت شو که گویی 

خدا کسی فکر ما نیست

نسیم از کوی ما آورده بویی 

خدا کسی فکر ما نیست

چه بویی دلکش آنهم از چه کویی 

خدا کسی فکر ما نیست

هفده و هجده و نوزده و بیست

ای خدا کسی به فکر ما نیست

نسیم بوم ما بس جانفزا بود 

خدا کسی فکر ما نیست

هوایش روح‌بخش و غم‌زدا بود 

خدا کسی فکر ما نیست

ولی دردا که هجرش در قفا بود
 
خدا کسی فکر ما نیست

هفده و هجده و نوزده و بیست

ای خدا کسی به فکر ما نیست

مگر مردان ما را خواب برده 

خدا کسی فکر ما نیست

غیوران وطن را آب برده 

خدا کسی فکر ما نیست

که اغیار آب از احباب برده 

خدا کسی فکر ما نیست

هفده و هجده و نوزده و بیست

ای خدا کسی به فکر ما نیست

که خواهد برد تا مجلس پیامم 

خدا کسی فکر ما نیست

که ای دل‌بُردهٔ ناداده‌کامم 

خدا کسی فکر ما نیست

چرا شد محو از یاد تو نامم 

خدا کسی فکر ما نیست

هفده و هجده و نوزده و بیست

ای خدا کسی به فکر ما نیست

روزنامهٔ صور اسرافیل، ۸ جمادی‌الاول ۱۳۲۵